# Cierva Autogiro Company
La sociedad Cierva Autogiro Company con sede en Southampton, fue creada por el ingeniero español Juan de la Cierva en el Reino Unido para el desarrollo del autogiro, en 1926, con el apoyo financiero de James George Weir, industrial y aviador escocés.

## Historia
El primer autogiro de Juan de la Cierva construido en el Reino Unido fue el Cierva C.8. Éste y otros modelos fueron construidos junto con Avro. El Cierva C.30 de preguerra resultó popular. Casi 150 fueron construidos bajo licencia en el Reino Unido (Avro), Alemania (Focke-Wulf) y Francia (Lioré-et-Olivier).
En 1936, De la Cierva murió en el accidente de Croydon cuando la aeronave comercial de KLM, de la que era pasajero, se estrelló tras el despegue bajo condiciones de niebla. De 1936 a 1939 James Allan Jamieson Bennett fue el responsable técnico de la compañía. Bennet prosiguió con la intención de De la Cierva de ofrecer a la Royal Navy un girodino, que De la Cierva argumentaba sería más simple, fiable y eficiente que el helicóptero que se proponía. El diseño de Bennet, el C.41, fue ofertado al Ministerio del Aire (especificación del Ministerio del Aire S.22/38) pero los trabajos preliminares fueron abandonados con el desencadenamiento de la II Guerra Mundial. Bennett se uniría a Fairey Aviation en 1945, donde lideró el desarrollo del girodino Fairey FB-1.
En 1943 el Departamento Aeronáutico de G & J Weir Ltd se reestructuró como la sociedad Cierva Autogiro Company para desarrollar diseños de helicóptero para el Ministerio del Aire británico. El Cierva W.11 Air Horse (Caballo del Aire) de posguerra fue en su momento (1948) el mayor helicóptero del mundo.
El primer prototipo del Air Horse se estrelló, matando a Alan Marsh, director de la sociedad Cierva y piloto de pruebas jefe, al piloto John “Jeep” Cable, piloto de pruebas de helicópteros jefe, y a J.K. Unsworth, el ingeniero de vuelo.
Esto llevó a Weir a abandonar nuevas inversiones en la compañía y sus contratos de desarrollo fueron transferidos a Saunders-Roe.

## Aeronaves
- Cierva C.1
- Cierva C.2
- Cierva C.3
- Cierva C.4
- Cierva C.5
- Cierva C.6

### Aeronaves construidas en Reino Unido
- Cierva C.8
- Cierva C.9
- Cierva C.10
- Cierva C.12 (primer vuelo en 1929) – primer autogiro con flotadores
- Cierva C.14
- Cierva C.17
- Cierva C.19
- Cierva C.21
- Cierva C.24
- Cierva C.25
- Cierva C.29
- Cierva C.30A
- Cierva C.33
- Cierva C.38
- Cierva C.40
- Cierva W.5 (primer vuelo en 1938) – helicóptero biplaza con doble rotor y fuselaje de madera; motor de 50 CV, 4 cilindros refrigerados por aire
- Cierva W.6 (primer vuelo en 1939) – helicóptero de doble rotor, motor de Havilland Gipsy de 200 CV, estructura de tubos metálicos
- Cierva W.9 (primer vuelo en 1945) – helicóptero experimental (especificación E.16/43), usaba flujo de aire para el control del torque y dirección, uno construido
- Cierva W.11 Air Horse (primer vuelo en  1948) – helicóptero pesado de carga, desarrollo del W.6, dos construidos
- Cierva CR Twin
- Cierva W.14 Skeeter (primer vuelo en 1948) – desde 1951 como Saunders-Roe Skeeter